# Kościół Świętej Bożej Opatrzności w Zamościu
Kościół Świętej Bożej Opatrzności w Zamościu – rzymskokatolicki kościół parafialny należący do parafii pod tym samym wezwaniem (dekanat Zamość diecezji zamojsko-lubaczowskiej).
Świątynia jest murowana, obecnie znajduje się w stanie "surowym", nakryta jest blachą. Od 22 maja 2016 roku w będącym w budowie kościele odprawiane są msze święte i nabożeństwa. Parafia została erygowana w dniu 5 marca 2005 roku przez biskupa zamojsko-lubaczowskiego Jana Śrutwę.